# Elaphoidella pandurskyi
Elaphoidella pandurskyi is een eenoogkreeftjessoort uit de familie van de Canthocamptidae. De wetenschappelijke naam van de soort is voor het eerst geldig gepubliceerd in 1992 door Apostolov.